# Койшибаева, Раушан Заутбаевна
Раушан Заутбаевна Койшибаева (каз. Раушан Заутбайқызы Қойшыбаева; род. 7 марта 1966 года, Кзыл-Орда, Казахская ССР) — казахстанская пауэрлифтерша, серебряный призёр летних Паралимпийских игр 2016 в Рио-де-Жанейро.

## Биография
В 1990 году Раушан попала под поезд и получила травму, которая привела к ампутации обеих голеней. В 2003 году вышла замуж за жителя села Чунджа Алматинской области, родила трёх дочерей, в 2010 году с семьёй переехала на родину мужа.
Начала тренировки в 2010 году, в 2012 году получила звание мастера спорта Казахстана, в 2013 году — мастера спорта международного класса. В 2014 году на чемпионате мира в Дубае (первые международные соревнования спортменки) заняла 13-е место, также в 2014 году на Азиатских Параиграх в Инчхоне — 6-е место.
В 2015 году в Алма-Ате прошёл первый в Казахстане открытый чемпионат Азии по пауэрлифтингу среди спортсменов с поражением опорно-двигательного аппарата, где Раушан завоевала две серебряные медали. В феврале 2016 года на втором этапе кубка мира в Дубае она взяла «бронзу». Оттуда полетела на турнир в Малайзию, где также заняла третье место и завоевала лицензию на Паралимпийские игры 2016 года.
На Паралимпиаде-2016 в Рио-де-Жанейро Раушан Койшибаева при первом подходе подняла штангу весом 108 кг. Во втором подходе она подняла 113 кг, но попытка не была засчитана судьями. В третьей попытке спортсменка покорила 113 кг, завоевав серебряную медаль.
На открытии летних Паралимпийских игр 2020 в Токио вместе с Нурланом Домбаевым была знаменосцем сборной Казахстана. На Паралимпиаде-2020 Койшибаева подняла вес 112 кг, заняв итоговое четвёртое место в категории до 67 кг.
В 2023 году Койшибаева вновь завоевала «серебро» Азиатских Параигр — в Ханчжоу она подняла 119 кг в соревнованиях весовой категории до 73 кг.
На Паралимпиаде-2024 в Париже Койшибаева подняла вес 117 кг, заняв итоговое четвёртое место в категории до 73 кг.

## Спортивные результаты
| Год  | Турнир                          | Место проведения | Категория | Результат | Место |
| ---- | ------------------------------- | ---------------- | --------- | --------- | ----- |
| 2014 | Чемпионат мира                  | Дубай            | До 61 кг  | 72        | 13    |
| 2016 | Летние Паралимпийские игры 2016 | Рио-де-Жанейро   | До 67 кг  | 113       | 2     |
| 2017 | Чемпионат мира                  | Мехико           | До 67 кг  | 100       | 5     |
| 2018 | Азиатские Параигры              | Джакарта         | До 67 кг  | 114       | 2     |
| 2019 | Чемпионат мира                  | Нур-Султан       | До 67 кг  | 117       | 7     |
| 2021 | Летние Паралимпийские игры 2020 | Токио            | До 67 кг  | 112       | 4     |
| 2021 | Чемпионат мира                  | Тбилиси          | До 67 кг  | 106       | 10    |
| 2023 | Чемпионат мира                  | Дубай            | До 73 кг  | 110       | 9     |
| 2023 | Азиатские Параигры 2022         | Ханчжоу          | До 73 кг  | 119       | 2     |
| 2024 | Летние Паралимпийские игры 2024 | Париж            | До 73 кг  | 117       | 4     |

## Награды
- Орден «Курмет» (2018)[6]